# Cerkev sv. Roka, Cerknica
Cerkev sv. Roka v Cerknici je podružnična cerkev Župnije Cerknica.
V času kuge so mrliče pokopavali na Kamni gorici, kjer je bila v ta namen leta 1476 zgrajena podružnična cerkev svetega Roka. Cerkev so zaradi zaporednih epidemij kuge povečali v drugi polovici 17. stoletja. V glavnem oltarju je ohranjena slika svetega Boštjana in Roka z Materjo Božjo, ki je signirano in datirano delo baročnega slikarja Antona Cebeja iz leta 1763.